# Polo op de Olympische Zomerspelen 1924
Polo is een van de sporten die beoefend werden tijdens de Olympische Zomerspelen 1924 in Parijs. Er werd gespeeld op de Golf de Saint-Cloud.
Er namen vijf teams deel, die een halve competitie speelden.

## Uitslagen
| 28 juni | Verenigde Staten | - | Frankrijk        | 13 - 1 |
| 1 juli  | Verenigde Staten | - | Spanje           | 15 - 2 |
| 3 juli  | Verenigde Staten | - | Groot-Brittannië | 10 - 2 |
| 4 juli  | Argentinië       | - | Spanje           | 16 - 2 |
| 5 juli  | Groot-Brittannië | - | Frankrijk        | 16 - 2 |
| 6 juli  | Argentinië       | - | Verenigde Staten | 6 - 5  |
| 7 juli  | Groot-Brittannië | - | Spanje           | 10 - 3 |
| 9 juli  | Argentinië       | - | Groot-Brittannië | 9 - 5  |
| 10 juli | Spanje           | - | Frankrijk        | 15 - 1 |
| 12 juli | Argentinië       | - | Frankrijk        | 15 - 2 |

## Eindstand
| rang   | land             | Gs | W | V | F  | A  | Ptn |
| ------ | ---------------- | -- | - | - | -- | -- | --- |
| Goud   | Argentinië       | 4  | 4 | 0 | 46 | 14 | 4   |
| Zilver | Verenigde Staten | 4  | 3 | 1 | 43 | 11 | 3   |
| Brons  | Groot-Brittannië | 4  | 2 | 2 | 33 | 24 | 2   |
| 4      | Spanje           | 4  | 1 | 3 | 22 | 42 | 1   |
| 5      | Frankrijk        | 4  | 0 | 4 | 6  | 59 | 0   |

## Eindrangschikking
| rang   | sporters | land |
| ------ | --- | ---- |
| Goud   | Arturo Kenny Juan Miles Guillermo Naylor Juan Nelson Enrique Padilla | ARG  |
| Zilver | Elmer Boescke Tommy Hitchcock, Jr. Frederick Roe Rodman Wanamaker | USA  |
| Brons  | Frederick Barrett Dennis Bingham Fred Guest Kinnear Wise | GBR  |
| 4      | Álvaro de Figueroa y Alonso-Martínez Luis de Figueroa y Alonso-Martínez Hernando Fitz-James Stuart y Falcó Rafael Henestroza Leopoldo Sainz de la Maza Justo San Miguel | ESP  |
| 5      | Pierre de Jumilhac Jules Macaire Hubert Monbrison Charles de Polignac Jean Pastra                                                                                       | FRA  |

Parijs 1900 · 
Londen 1908 · 
Antwerpen 1920 · 
Parijs 1924 · 
Berlijn 1936
Olympische medaillewinnaars
Atletiek · Boksen · Gewichtheffen · Kanovaren (demonstratie) · Kunstwedstrijden · Moderne vijfkamp · Paardensport · Polo · Pelota (demonstratie) · Kunstwedstrijden · Roeien · Rugby · Schermen · Schietsport · Schoonspringen · Tennis · Turnen · Voetbal · Waterpolo · Wielersport · Worstelen · Zeilen · Zwemmen